# Matilda Serec
Matilda Serec, slovenska kmetica, * 22. oktober 1909, Krašči, Avstro-Ogrska (zdaj Slovenija), † 7. marec 2019, Satahovci.
Bila je slovenska stoletnica, ki je bila od smrti Nike Dragoša 31. marca 2018 najstarejša živeča oseba v Sloveniji do njene smrti leto pozneje.

## Življenjepis
Rodila se 22. oktobra 1909 v kraju Krašči v Avstro-Ogrski (madžarski del cesarstva; danes Slovenija). Bila je najstarejša od 11 otrok. Njena mati je živela 93 let. Kot mladenka iz revne kmečke družine je pogosto hodila na sezonska kmečka dela v Avstrijo in Nemčijo. Leta 1932 se je poročila z Jozefom Sercem, kmetom in ladjarjem na Muri iz Satahovcev pri Murski Soboti. Par je imel skupno šest otrok, od katerih je eden umrl kot dojenček. Vse življenje je delala na družinski kmetiji. Njen dolgoletni hobi je bilo izdelovanje rož iz krep papirja. Matilda je umrla 7. marca 2019 v starosti 109 let in 136 dni.